# 신용훼손죄

## 대한민국 형법상의 신용훼손죄
신용훼손죄는 허위의 사실을 유포하거나 기타 위계로써 사람의 신용을 훼손하는 죄를 말한다. 보호법익에 대해선 명예적법익설, 재산죄설, 독립범죄설이 대립되어 있다.

### 관련 판례
- 집도 없고 남편도 없는 과부사건 - 단순한 의견은 허위의 사실의 유포라고 할 수 없다.
- 은행에 허위사실 송부한 사건

#### 부정 사례
- 형법 제313조의 신용훼손죄에서 ‘신용’은 경제적 신용, 즉 사람의 지급능력 또는 지급의사에 대한 사회적 신뢰를 의미한다.[1]

## 같이 보기
- 입찰방해죄

- 업무방해죄

1. ↑  2009도5549